# Kolonia Szczercowska
Kolonia Szczercowska (prononciation [kɔˈlɔɲa ʂt͡ʂɛrˈt͡sɔfska]) est un village de la gmina de Szczerców, du powiat de Bełchatów, dans la voïvodie de Łódź, situé dans le centre de la Pologne.
Il se situe à environ 4 kilomètres au nord-ouest de Szczerców (siège de la gmina), 20 kilomètres à l'ouest de Bełchatów (siège du powiat) et 55 kilomètres au sud-ouest de Łódź (capitale de la voïvodie).

## Administration
De 1975 à 1998, le village était attaché administrativement à l'ancienne voïvodie de Piotrków.

Depuis 1999, il fait partie de la nouvelle voïvodie de Łódź.